# 9532 Abramenko
9532 Abramenko è un asteroide della fascia principale. Scoperto nel 1981, presenta un'orbita caratterizzata da un semiasse maggiore pari a 2,5941507 UA e da un'eccentricità di 0,1832119, inclinata di 10,16219° rispetto all'eclittica.